# 仲仙寺古墳群
仲仙寺古墳群（ちゅうせんじこふんぐん）は、島根県安来市西赤江町にある弥生時代後期から古墳時代後期にかけての墳丘墓群および古墳群。複数の四隅突出型墳丘墓を含む。この地域に展開する他の同時期の墳墓群と共に「荒島墳墓群」を構成する。1971年（昭和46年）8月12日に国の史跡に指定され、1974年（昭和49年）12月23日に追加指定された。

## 地理的・歴史的環境
中海の南岸に広がる安来平野の西縁、標高50メートルほどの丘陵の、南北に伸びる尾根筋に沿って墳墓が点在する。史跡仲仙寺古墳群として指定された範囲は、仲仙寺支群と宮山支群に分かれる。前者は1971年に国の史跡に指定され、後者は1974年に追加指定された。
出雲地方の首長墓は四隅突出型墳丘墓→大型方墳→前方後方墳→石棺式石室と変遷していったことが知られる。本古墳群では仲仙寺支群の8・9・10号墳と宮山支群のIV号墳が四隅突出型墳丘墓であるが、このうち仲仙寺支群の10号墳は消滅している。

## 遺構
仲仙寺支群は、もとは四隅突出型墳丘墓3基のほかに方墳8基、円墳7基を含み、計18基以上の墳墓からなっていたが、大部分は消滅し、現存して史跡に指定されているのは、四隅突出型墳丘墓の8・9号墳のみである。かつては北端に10号墳、その南30メートルに9号墳、その南20メートルに8号墳があり、他の墳墓は東南側の丘陵にあった。
8号墳は未発掘のため主体部については未詳である。9号墳の主体部は墳頂部に南・中央・北の3つの土壙があり、それぞれに組合木棺を納めていた。他に墳丘裾部に3基の箱式石棺があった。墳頂部の土壙は中央がもっとも早く造られ、次いで北、南の順に造られたとみられる。中央土壙は二段に造られ、木棺を納めた上を砂で覆っていた。この土壙からは碧玉製管玉が出土した。
失われた10号墳の主体部は、墳頂部に計11の土壙があり、このうち少なくとも8つは切り合っている（「時期の異なる遺構が部分的に重なり合っている」意）。切り合い状況を分析すると、これら土壙の造られた時期は3期に分けられる。他に墳丘裾部にも組合箱形石棺、石蓋土壙などの埋葬施設があった。
宮山支群は、四隅突出型墳丘墓1、前方後方墳2、方墳3、円墳1の計7基からなっていたが、このうち前方後方墳の1号墳は消滅している。
現存各古墳の規模形式等は以下のとおりである。
| 古墳名          | 形式             | 規模(m)                   | 時代         | 主体部            |
| --------------- | ---------------- | ------------------------- | ------------ | ----------------- |
| 仲仙寺支群8号墳 | 四隅突出型墳丘墓 | 11x11.5以上（突出部除く） | 弥生時代後期 | 未調査            |
| 仲仙寺支群9号墳 | 四隅突出型墳丘墓 | 18.6x16.0（突出部除く）   | 弥生時代後期 | 土壙3つ、組合木棺 |
| 宮山支群2号墳   | 1号墳に付属      |                           | 古墳時代中期 | 未検出            |
| 宮山支群3号墳   | 前方後方墳       | 22                        | 弥生時代後期 | 未検出            |
| 宮山支群4号墳   | 方墳             | 12                        | 古墳時代中期 | 土壙              |
| 宮山支群IV号墳  | 四隅突出型墳丘墓 | 18.8x15（突出部除く）     | 弥生時代後期 | 組合木棺          |
| 宮山支群5号墳   | 円墳             | 径10 - 13                 | 古墳時代後期 | 未検出            |
| 宮山支群6号墳   | 方墳             | 7.8                       | 古墳時代中期 | 土壙              |